# Auto ptr
auto_ptr je zastaralá verze smart pointeru (chytrého ukazatele) v jazyce C++. Je to abstraktní datový typ, který poskytuje funkčnost ukazatele, kterou ovšem rozšiřuje o další schopnosti, typicky řízení doby života (automatické uvolňování paměti, garbage collection), zajištění synchronizace při vícevláknovém programování apod.
Klasické ukazatele mají mnoho nepohodlných vlastností a jejich správné užívání je relativně obtížné; často jsou proto zdrojem programátorských chyb. Smart pointery programátora od některých aspektů práce s ukazateli odstiňují a zjednodušují tak jejich používání. Nejběžnějším příkladem chyby při práci s ukazatelem je jeho neuvolnění, kvůli kterému dochází k tzv. úniku paměti (memory leak). Smart pointer se o toto uvolnění stará sám automaticky, zpravidla v okamžiku, kdy smart pointeru končí jeho doba života (k čemuž typicky dojde na konci rozsahu platnosti příslušné proměnné).
V jazycích, které používají automatickou správu paměti pomocí garbage collection, se obvykle smart pointery nepoužívají.

## Příklad v C++
Jednoduchý příklad porovnávající použití smart pointeru v jazyce C++ (implementovaného třídou auto_ptr) s obdobou bez smart pointerů:
```
int
 
funkce_bez_smart_pointeru
()

{

  
Třída
 
*
p
 
=
 
new
 
Třída
;
         
// vytvoří instanci třídy v nově alokované paměti

  
p
->
pracuj
();
                  
// používá instanci

  
delete
 
p
;
                     
// zruší instanci a uvolní paměť

}

int
 
funkce_se_smart_pointerem
()

{

  
auto_ptr
<
Třída
>
 
p
(
new
 
Třída
);
 
// novou instanci a její paměť obalí do smart pointeru

  
p
->
pracuj
();
                  
// používá instanci

}
 
// před skončením bloku se paměť uvolní automaticky

```

Je vidět, že při použití smart pointeru není potřeba ukazatel uvolňovat pomocí delete. Zásadní výhodu však představuje fakt, že v uvedeném příkladu bez použití smart pointeru dojde k úniku paměti v případě, že metoda pracuj způsobí výjimku, zatímco s použitím smart pointeru k úniku paměti nedojde, neboť i v takovém případě bude objekt správně uvolněn. Odstranění tohoto nedostatku bez použití smart pointerů (či obdobných technik) je poměrně pracné (množstvím kódu, nikoli snad jeho složitostí) a smart pointery zde tedy zřetelně usnadnují práci. Malou nevýhodou smart pointeru může být obtížnější ladění. Při krokování programu dělá některým hloupějším debuggerům problém vypsat prvky objektu, pokud je jeho proměnná definována přes smart pointer.